# Gnash
Gnash es un proyecto para crear una alternativa basada en el software libre de Adobe Flash Player, el reproductor más popular del formato multimedia Adobe Flash. 
Forma parte oficial del proyecto GNU, que anteriormente pidió ayuda para el proyecto GPLFlash.

## Historia
Gnash es un fork, un proyecto derivado, del proyecto GameSWF cuyo código se publicó como de dominio público. Gnash está bajo licencia GPL y su código puede ser útil en otros proyectos libres como swfdec. El proyecto fue anunciado por John Gilmore. Su principal desarrollador es Rob Savoye.

## Detalles técnicos
Como GameSWF, algunos renderizados hechos por Gnash pueden necesitar OpenGL. El proyecto está escrito en lenguaje C++, a diferencia de muchos proyectos GNU que están en C o Lisp.
Archivos tipo Flash consisten generalmente en dos tipos diferentes de archivos, SWF o Flash, es el encargado de mostrar vectores gráficos animados y presentaciones, y FLV o Flash video que ofrece vídeos bajo descarga de páginas como YouTube.  
Actualmente Gnash puede reproducir archivos SWF hasta la versión 7, y algunas características de las últimas versiones (la 8 y 9). Ya puede reproducir videos en formato FLV de sitios tan reconocidos como YouTube o Myspace. FLV requiere de la instalación en el sistema de FFmpeg o GStreamer.
Las alternativas de software libre como reproductores de archivos Flash solo pueden reproducir versiones 4 o más antiguas. Otros como MPlayer, VLC o reproductores para Windows basados en ffdshow y DirectShow pueden reproducir formato FLV en determinados casos.
El objetivo de los desarrolladores es ser lo más compatible posible con el reproductor propietario. Sin embargo, Gnash pretende ofrecer algunas características especiales no disponibles en otros reproductores. Por ejemplo, es posible usar bibliotecas de funciones extra para las clases de ActionScript. Algunas de estas pueden ser compatibilidad con MySQL o el acceso al sistema de ficheros previa compilación y activación por motivos de seguridad.
Entre las novedades que formará parte de Gnash 0.8.11 podemos mencionar:
```
   Mejoras en el soporte de ipv6 e ipv4
   Soporte para las versiones más recientes del compilador GCC, también se incluyen actualizaciones para el compilador LLVM Clang
   Soporte para el modo de compilación C++11
   Se añade cambios y mejoras en la manipulación de las librerías FFmpeg y libav
   Se continua el trabajo para habilitar el soporte en Android.
```

Actualmente, algunas de las plataformas o arquitecturas donde puede utilizarse: x86, AMD64, MIPS/Irix, PowerPC GNU/Linux y NetBSD, OpenBSD o FreeBSD. Adobe no proporciona un reproductor oficial para ninguna de las anteriores plataformas, aparte de GNU/Linux. El proyecto ha servido a los usuarios de FreeBSD al no tener disponible la versión oficial del plug-in, el cual solo se puede usar a través de la capa de emulación de Linux o usando la versión del navegador de Windows con Wine.
Es el reproductor por defecto del explorador GNU IceCat.

## Enlaces
En inglés:
- Página oficial de Gnash
- Página oficial de Gnash, en Savannah
- Primer anuncio
- Documentación de Gnash, en formato HTML
- Proyecto GameSWF
- Proyecto GPLFlash, la página hospedada en sourceforge
- La FSF anuncia el Gnu Gnash
- Flame Project, Flash/SVG: interfaz gráfica de código abierto.

- Datos: Q1142317
- Multimedia: Gnash / Q1142317